# Muğla
Muğla [ˈmuːɫa] (griechisch Μούγλα Mougla (n. pl.)) ist eine Großstadtgemeinde (Büyükşehir Belediyesi) im Südwesten der Türkei. Sie ist flächenmäßig identisch mit der Provinz Muğla als staatlichem Verwaltungsbezirk, der sich vor Rhodos in einem Streifen von 50 × 250 km der Ägäis-Küste entlang erstreckt. Die frühere Gemeinde (Belediye) Muğla, die bei einer Verwaltungsreform 2012 aufgelöst wurde, war Hauptstadt der gleichnamigen Provinz. Aus der alten Stadt wurde mit den umliegenden Ortschaften des Zentraldistrikts (Merkez) die neue Gemeinde Menteşe gebildet, die als Mitgliedsgemeinde der Großstadtgemeinde Muğla eingegliedert wurde. Menteşe war bis ins frühe 20. Jahrhundert der Name der Provinz, deren Hauptort das alte Muğla war und die dann den Namen ihres Hauptorts übernahm. Die alte Stadt ist bekannt durch ihre gut erhaltene Altstadt, die Teppich-Manufakturen und einige Museen mit antiken Schätzen.

## Geschichte
Muğla ist seit der Frühen Bronzezeit, d. h. schon seit ca. 3000 v. Chr. besiedelt. Die Siedlung lag in der antiken Landschaft Karien und teilte deren Geschichte. Zuletzt gehörte das Gebiet um die Stadt zum Königreich Pergamon. 133 v. Chr. fiel das Gebiet nach dem Tod des letzten Königs Attalos III. durch Testament an die Römer. Es verblieb unter der Herrschaft des Römischen Reichs, dessen östlicher Teil nach der Reichsteilung von 395 schließlich Byzantinisches Reich genannt wurde, bis es um 1270 durch die Mentesche-Türken erobert wurde. Der Name der Siedlung in der Antike ist nur sehr spärlich überliefert. Walther Ruge in Paulys Realencyclopädie der classischen Altertumswissenschaft hält „sehr wahrscheinlich“ den Namen Μόβωλλα Mobolla, der aus einer Inschrift aus der dort genannten Herkunftsbezeichnung einer Person erschlossen wurde, für den antiken Namen der Stadt. Auch den im Werk des Konstantinos Porphyrogennetos, de thematibus, genannten Namen Μογωλᾶ Mogola (n. pl.) hält er „sicherlich“ für eine Bezeichnung des modernen Muğla. Im Mittelalter war auch die Bezeichnung „Mobella“ geläufig. 1424 wurde die Stadt endgültig osmanisch. 

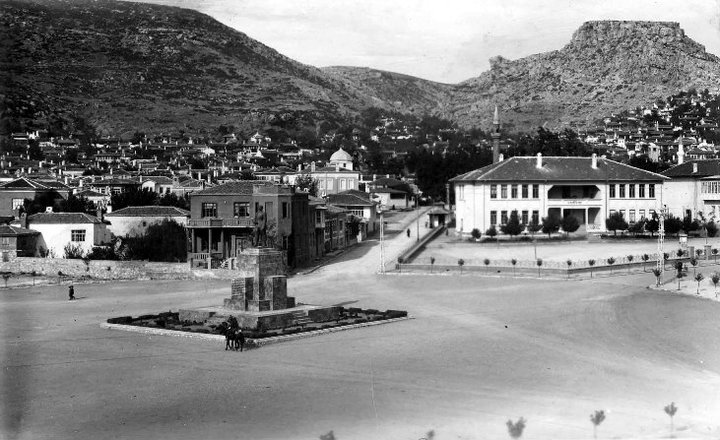
Der Stadtkern nach 1937, mittig eine von Nusret Sunan erbaute Atatürk-Statue

Im Ersten Weltkrieg war Muğla Ziel italienischer Invasionspläne, die jedoch aufgrund des erwarteten Widerstands nicht ausgeführt wurden. Die lokale Führung spielte die italienische Macht gegen die vorrückende griechische Besatzungsmacht aus und wurde so von einer griechischen Besatzung verschont. Die eingezogenen Bewohner Muğlas kämpften im Türkischen Befreiungskrieg, und die Stadt erlitt hohe Verluste.
1936–1939 wurde der erste Städtebauplan verfasst. Ab den 1970er Jahren begann die touristische Erschließung der Stadt.
Mit dem Gesetz Nr. 6360 erfolgte eine Verwaltungsumstrukturierung, mit der u. a. die neue Großstadtgemeinde Muğla und als deren Mitgliedsgemeinde die Gemeinde Menteşe gegründet wurden. Erstere umfasste die gesamte Provinz, letztere alle Dörfer (Köy) sowie alle bestehenden Gemeinden (die Belediye Bayır, Kafaca, Muğla, Yerkesik und Yeşilyurt) aus dem zentralen Landkreis (Merkez İlçesi). Die Mahalle (Stadtviertel/Ortsteile) der alten aufgelösten Gemeinde Muğla wurden in die neue Gemeinde übernommen, im Übrigen wurden die anderen Gemeinden und die Dörfer aufgelöst und als Mahalle in die Stadt eingegliedert. Die Provinz (İl) verlor ihre Selbstverwaltungsorgane (İl Özel İdaresi) und wurde zum bloßen staatlichen Verwaltungsbezirk.

## Bevölkerungsentwicklung

### Ergebnisse der Volkszählungen
Nachfolgende Tabellen geben den bei den 14 Volkszählungen dokumentierten Einwohnerstand der Stadt (Şehir), des zentralen Landkreises (Merkez İlçe) und der Provinz Muğla wieder. Die Werte für die Jahre 1960 und früher entstammen E-Books (der Originaldokumente) und danach aus der Datenabfrage des Türkischen Statistikinstituts.TÜIK
| 00Jahr00 | 00Stadt00 | zentr. Kreis | 00Provinz00 |
| -------- | --------- | ------------ | ----------- |
| 1927     | 10.090    | 57.613       | 174.687     |
| 1935     | 10.983    | 67.455       | 196.772     |
| 1940     | 13.370    | 72.499       | 211.445     |
| 1945     | 12.319    | 46.685       | 220.678     |
| 1950     | 10.612    | 49.181       | 241.640     |
| 1955     | 12.052    | 41.357       | 267.579     |
| 1960     | 14.053    | 45.355       | 299.611     |
| 1965     | 16.408    | 50.654       | 334.973     |
| 1970     | 18.624    | 54.393       | 368.776     |
| 1975     | 24.178    | 56.698       | 400.796     |
| 1980     | 27.392    | 60.468       | 438.145     |
| 1985     | 32.490    | 65.859       | 486.290     |
| 1990     | 35.605    | 71.155       | 562.809     |
| 2000     | 43.845    | 83.511       | 715.328     |

## Wirtschaft
Hauptindustriezweige bleiben die Landwirtschaft und der Tourismus. Der Tourismus spielt jedoch in der Nachbarstadt Akyaka eine größere Rolle. Muğla ist Sitz der Muğla Sıtkı Koçman Üniversitesi.

## Sport
Der Fußballverein Muğlaspor spielt in der TFF 3. Lig, der vierthöchsten türkischen Fußballdivision. Bis auf elf Spielzeiten spielte der Verein seit seiner Vereinsgründung 1967 durchgehend in den unteren türkischen Profiligen. Das Stadion umfasst 7.755 Plätze.

## Geographie und Klima
Muğla ist von der Küste des Mittelmeeres (Golf von Gökova) etwa 20 km entfernt. Die Stadt ist eingebettet in das Asar- (Hisar)-Gebirge und liegt auf 660 m Höhe. Aufgrund der Höhenlage sind die Winter deutlich kühler mit häufigen Nachtfrösten. Schnee ist relativ selten und fällt höchstens zwei- bis dreimal im Jahrzehnt. Die Niederschlagswerte sind für die Region sehr hoch, weshalb ältere Häuser der Stadt charakteristische Schornsteinköpfe mit Regenschutz („Hut“) besitzen. Diese zieren ebenfalls das Wappen der Stadt.
|                        | Jan   | Feb   | Mär   | Apr  | Mai  | Jun  | Jul  | Aug  | Sep  | Okt  | Nov   | Dez   |   |         |
| Mittl. Temperatur (°C) | 5,6   | 5,8   | 8,5   | 12,6 | 17,8 | 23,1 | 26,5 | 26,2 | 21,7 | 16,1 | 10,3  | 6,9   | ⌀ | 15,1    |
| Mittl. Tagesmax. (°C)  | 10,4  | 10,8  | 14,4  | 18,9 | 24,7 | 30,1 | 33,7 | 33,9 | 29,5 | 23,4 | 16,3  | 11,4  | ⌀ | 21,5    |
| Mittl. Tagesmin. (°C)  | 1,6   | 1,5   | 3,5   | 7,0  | 11,4 | 16,4 | 20,0 | 20,0 | 15,3 | 10,3 | 5,4   | 3,1   | ⌀ | 9,7     |
|                        |       |       |       |      |      |      |      |      |      |      |       |       |   |         |
| Niederschlag (mm)      | 200,8 | 174,4 | 124,3 | 69,1 | 46,9 | 21,0 | 7,9  | 9,0  | 16,9 | 58,2 | 155,7 | 242,4 | Σ | 1.126,6 |
|                        |       |       |       |      |      |      |      |      |      |      |       |       |   |         |
| Sonnenstunden (h/d)    | 3,8   | 4,6   | 5,7   | 7,0  | 8,3  | 9,7  | 10,2 | 10,4 | 9,2  | 7,0  | 4,7   | 3,2   | ⌀ | 7       |
|                        |       |       |       |      |      |      |      |      |      |      |       |       |   |         |
| Regentage (d)          | 12,8  | 12,5  | 10,6  | 9,8  | 7,3  | 3,3  | 2,0  | 1,6  | 2,8  | 5,9  | 9,7   | 14,0  | Σ | 92,3    |

| 1,6 |

| 1,5 |

| 3,5 |

| 7,0 |

| 11,4 |

| 16,4 |

| 20,0 |

| 20,0 |

| 15,3 |

| 10,3 |

| 5,4 |

| 3,1 |

| 1,6 |

| 1,5 |

| 3,5 |

| 7,0 |

| 11,4 |

| 16,4 |

| 20,0 |

| 20,0 |

| 15,3 |

| 10,3 |

| 5,4 |

| 3,1 |

## Sehenswürdigkeiten
- Saburhane (die unter Denkmalschutz gestellte Altstadt mit traditionellen Muğla-Häusern)
- Ulu-Moschee (von 1334, älteste Moschee der Stadt)
- Muğla-Museum (ausgestellt sind Zeugnisse aus der Antike)
- Uhrturm am Bazar (1895 erbauter Uhrturm)
- Vakıflar Hamamı (ein seit 1334 im Dienst stehendes Hammam)

## Persönlichkeiten
- Basil Zaharoff (1849–1936), griechischer Waffenhändler und Spielbankbesitzer
- Zihni Derin (1880–1965), Agraringenieur und Begründer der türkischen Teeindustrie
- Mehmet Fıstık (1944–2009), Pantomime
- Selda Bağcan (* 1948), türkische Sängerin
- Volkan Fındıklı (* 1990), Fußballspieler

## Fotografische Impressionen aus der Stadt Muğla

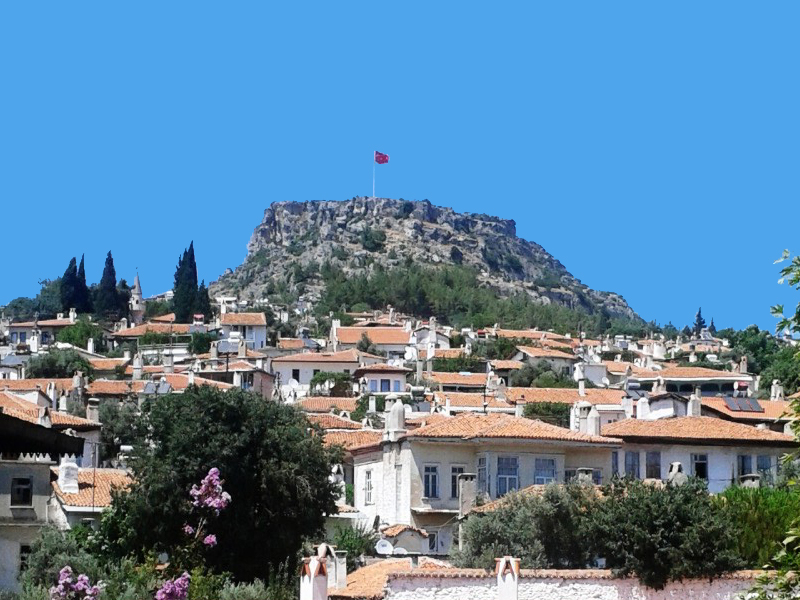
Altstadt von Muğla
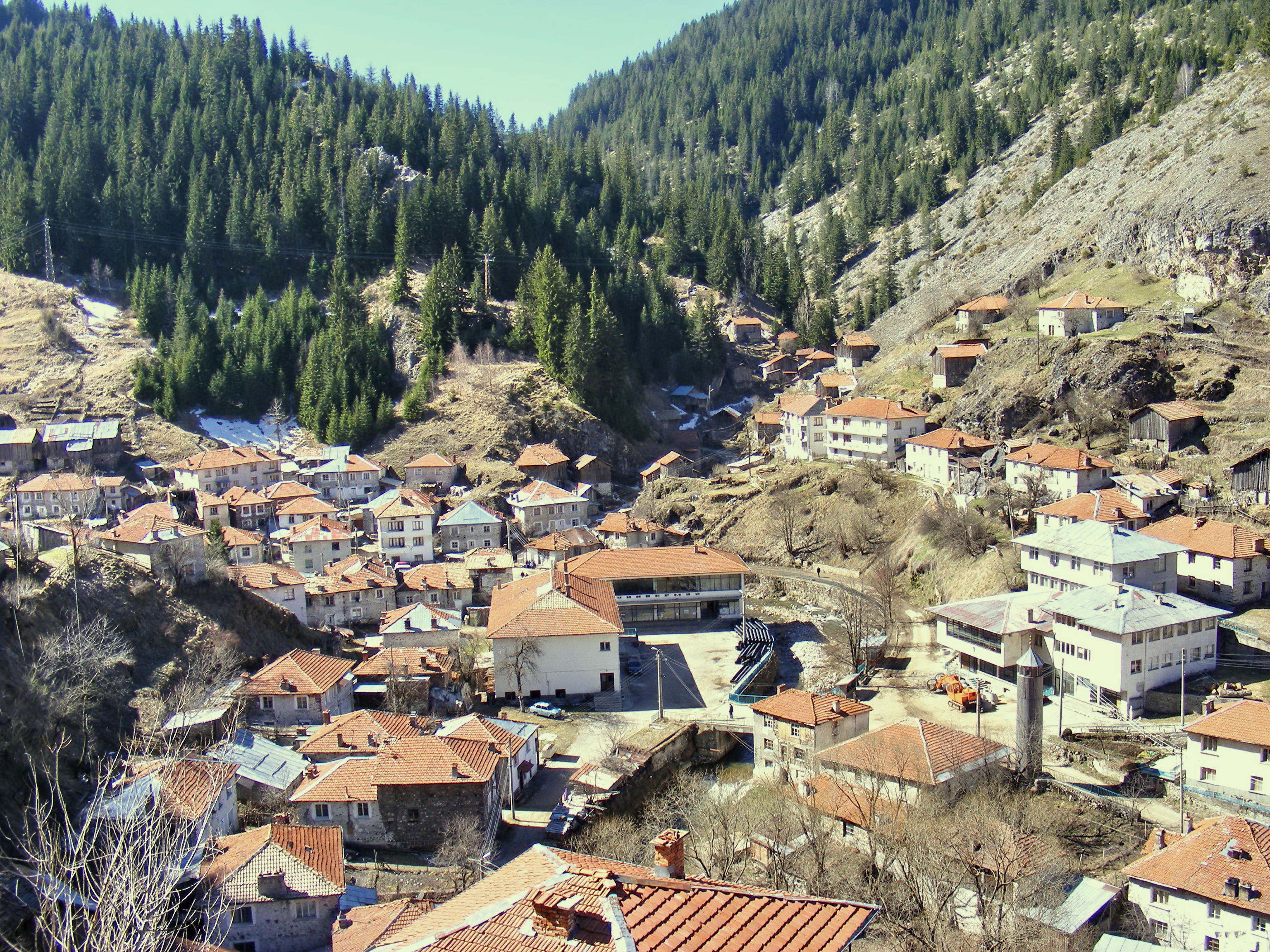
Mugla
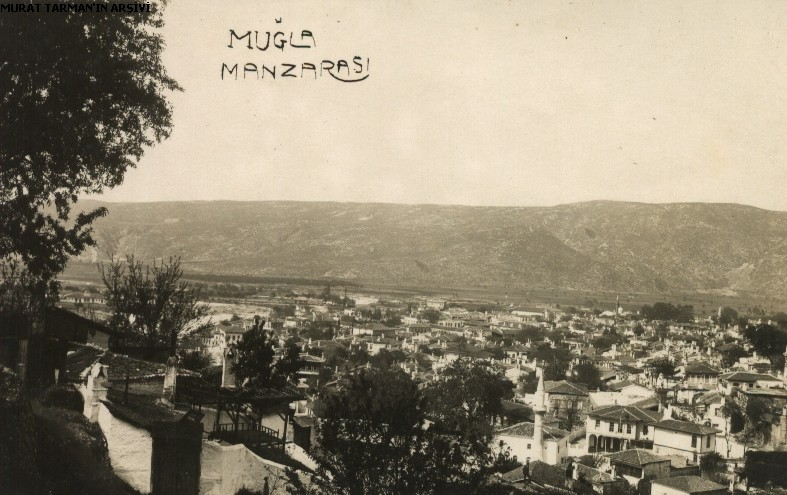
Historische Stadtansicht
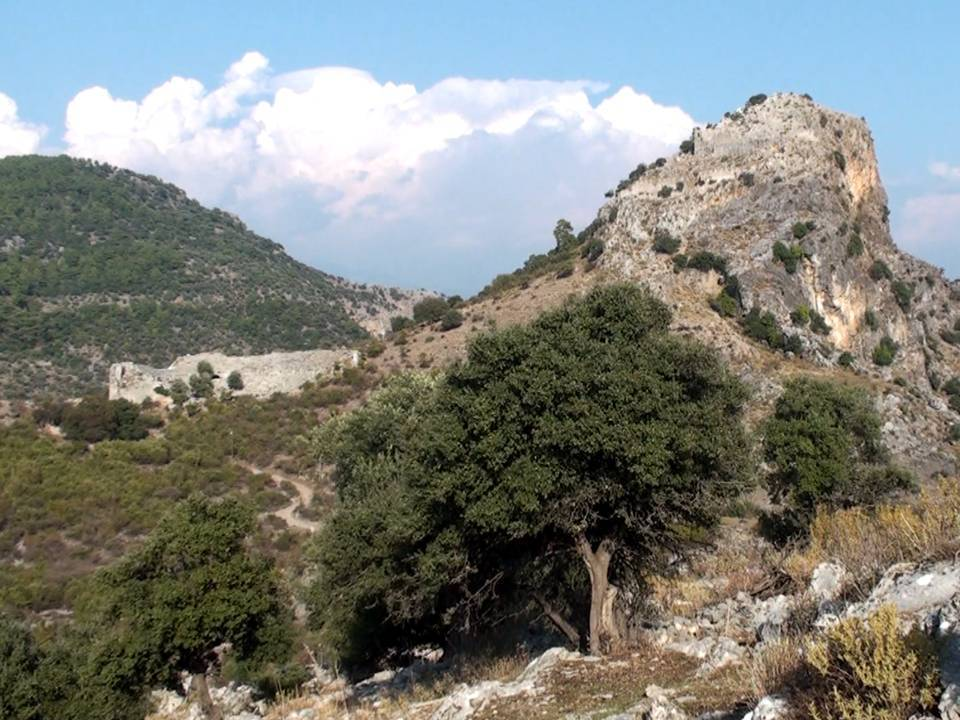
Akropolis und antikes Theater
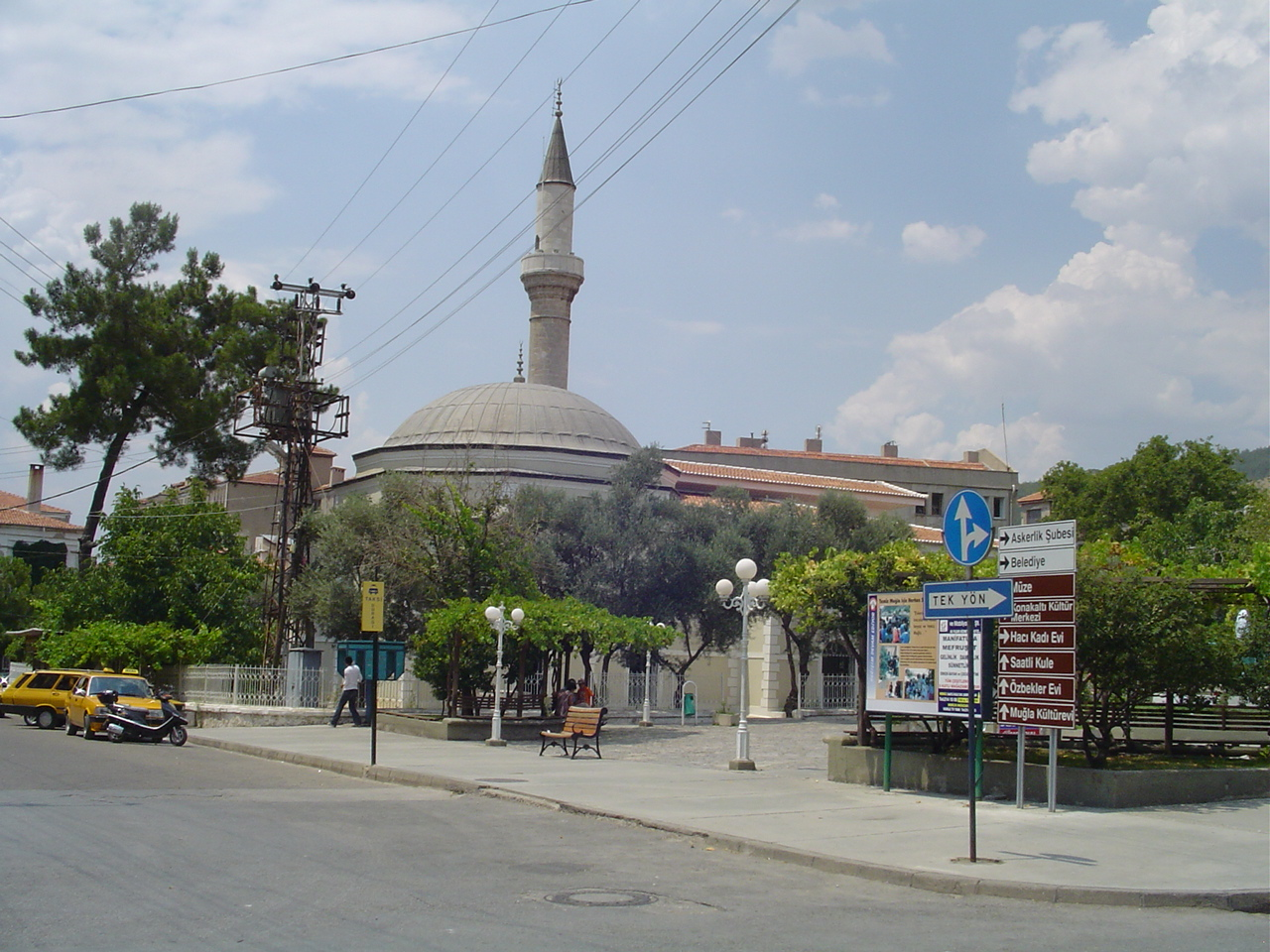
Kurşunlu-Moschee in Muğla
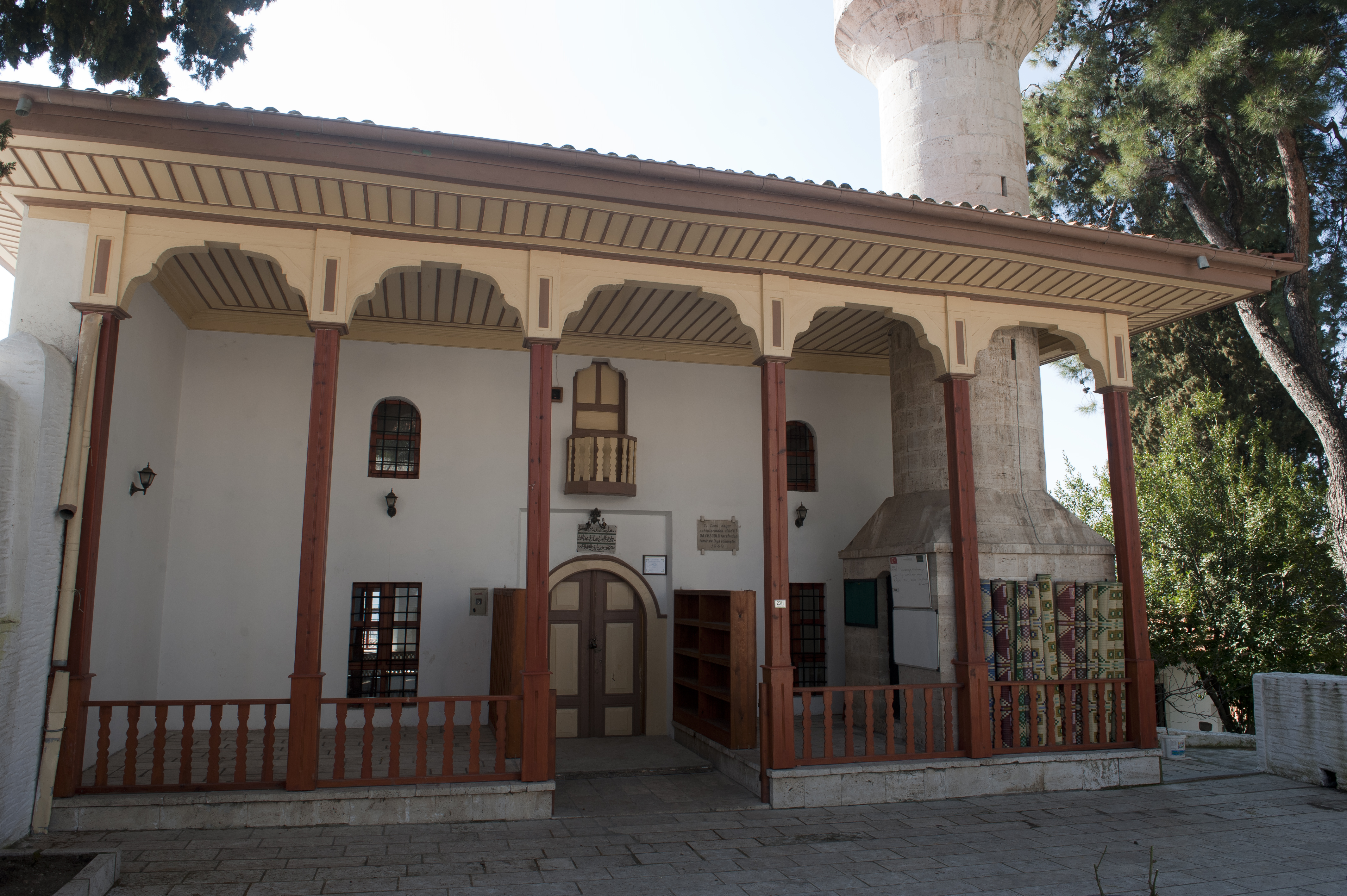
Şhahidi-Moschee
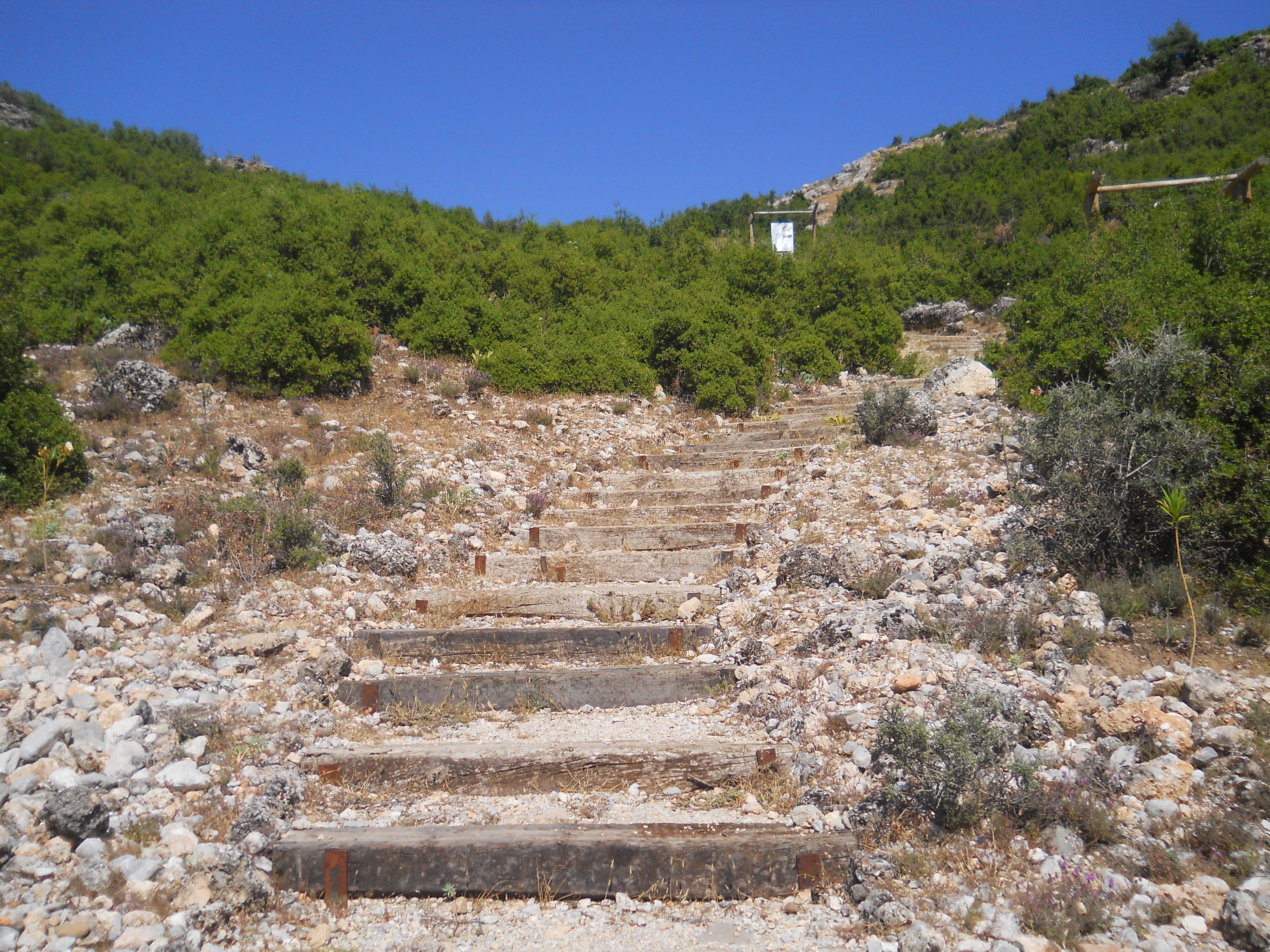
Teil der Karischen Straße in Menteşe